# در آن سوی سالن
در آن سوی سالن (به انگلیسی: Across the Hall) یک فیلم دلهره‌آور و نئو-نوآر آمریکایی محصول سال ۲۰۰۹ به کارگردانی الکس مرکین با بازی مایک فوگل، بریتانی مورفی و دنی پینو است. این فیلم براساس یک فیلم کوتاه محصول سال ۲۰۰۵ به همین نام ساخته شده و آخرین فیلمی است که در طول زندگی مورفی منتشر شده‌است.

## خلاصه داستان
تمامی اتفاق‌هایی که در این فیلم می‌افتد در داخل یک هتل رخ می‌دهد، هتلی مجلل و بزرگ! موضوع از این قرار است که افرادی که برای اقامت به این هتل می‌روند به وسیله تلفن‌هایی مرموز توسط فردی روانی که در این هتل کار می‌کند مورد تهدید قرار گرفته و در نهایت نیز آنها را به قتل می‌رساند در این فیلم زنی جوان (جولین) به همراه نامزدش (جان) به این هتل می‌آیند اما دچار حوادثی می‌شوند حوادثی که جان هر دوی آنها را تهدید می‌کند. باید ببینیم که آیا جان و جولین از اتفاقهای وحشتناکی که در پیش رو دارند و همچنین تمامی مهمانانی که در آن هتل هستند می‌توانند از دست این فرد روانی جان سالم به در ببرند یا نه. ...

## بازیگران
- مایک فوگ در نقش جولیان
- دنی پینو در نقش تری
- بریتانی مورفی در نقش ژوئن
- ناتالی اسمایکا در نقش آنا
- برد گرینکوئیست در نقش باربر[۲][۳]